# 海上保安庁の装備品一覧
海上保安庁の装備品一覧（かいじょうほあんちょうのそうびひんいちらん、List of JCG Patrol Vessel and Equipment）は、海上保安庁が保有する装備品の一覧である。
過去・現在の詳細な船艇の一覧は、海上保安庁船艇一覧を参照。

## 現有勢力の概況

### 船艇
2024年11月1日現在、海上保安庁は合計458隻の船艇を保有している。
巡視船 - 147隻
- PLH型 - 20隻
- PL型 - 56隻
- PM型 - 35隻
- PS型 - 35隻
- FL型 - 1隻

巡視艇 - 239隻
- PC型 - 70隻
- CL型 - 169隻

特殊警備救難艇 - 49隻
- 放射能調査艇 - 3隻
- 警備艇 - 2隻
- 監視取締艇 - 44隻

測量船 - 15隻
- HL型 - 7隻
- HS型 - 8隻

灯台見回り船 - 5隻
- LM型 - 2隻
- LS型 - 3隻

教育業務用船 - 3隻

### 航空機
2024年11月1日現在、海上保安庁は合計98機の航空機を保有している。巡視船艇とは異なり武装していない。
2011年の東日本大震災によって固定翼機2機と回転翼機5機の合計7機が被災、固定翼機1機を除いた6機を喪失。永年、主力として活躍していたベル 212は、2016年1月をもってすべてが解役となった。
固定翼機 - 38機
- ガルフストリーム V - 3機
- ダッソー ファルコン 2000EX - 6機
- ボンバルディア DHC-8 Q300 - 8機
- サーブ 340 - 4機
- ビーチ 350 - 10機
- セスナ 172 - 4機（乗員育成用）
- MQ-9B - 3機（無人機）

回転翼機 - 60機
- スーパーピューマ 225 - 15機
- スーパーピューマ 332 - 2機
- アグスタ 139 - 21機
- シコルスキー S76D - 14機
- シコルスキー S76C - 2機
- ベル 412 - 2機
- ベル 505 - 4機（乗員育成用）

### 車輛
海上保安庁は、海上保安庁の塗装をした民生用のワンボックスカーを使用している。海上保安庁が保有する自動車については緊急自動車として登録することができない。
また、機動防除隊にはクレーン付きの日野・レンジャーが配備されている。

## 装備品の一覧

### 船艇
2024年11月1日現在、保有船艇を一覧にする。
巡視船
- PLH型巡視船
  - そうや型：ヘリコプター1機搭載型（砕氷） - 1隻
  - つがる型：ヘリコプター1機搭載型 - 9隻
  - ふそう型：ヘリコプター2機搭載型 - 1隻
  - みずほ型 (2代)：ヘリコプター2機搭載型 - 1隻
  - あきつしま型：ヘリコプター2機搭載型
    - あきつしま： (PLH-32)

  - れいめい型：ヘリコプター1機搭載型（最大2機搭載可能） - 3隻
  - しゅんこう型：ヘリコプター2機搭載型 - 3隻
- PL型巡視船
  - えりも型：1000トン型（救難強化型） - 6隻
  - こじま型：3000トン型（練習）
    - こじま： (PL-21)

  - みうら型：3000トン型（練習・災害対応）
    - みうら： (PL-22)

  - いつくしま型：5500トン型（練習）
    - いつくしま： (PL-23)

  - いず型：3500トン型（災害対応）
    - いず： (PL-31)

  - あそ型：1000トン型高速高機能大型巡視船 - 3隻
  - ひだ型：2000トン型高速高機能大型巡視船 - 3隻
  - はてるま型：1000トン型（拠点機能強化型） - 9隻
  - くにがみ型：1000トン型 - 22隻
  - いわみ型：1000トン型 - 6隻
  - みやこ型：3500トン型 - 3隻
- PM型巡視船
  - なつい型巡視船：500トン型 - 3隻
  - てしお：500トン型（砕氷）
  - かとり型巡視船：500トン型 - 9隻
  - あまみ型巡視船：350トン型 - 2隻
  - とから型巡視船：350トン型 - 20隻
- PS型巡視船
  - たかつき型巡視船：特130トン型 - 1隻
  - つるぎ型巡視船：高速特殊警備船 - 6隻
  - らいざん型巡視船：180トン型 - 17隻
  - しもじ型巡視船：180トン型（規制能力強化型） - 11隻

巡視艇
- PC型巡視艇
  - はやなみ型巡視艇：35メートル型 - 10隻
  - あそぎり型巡視艇：30メートル型 - 4隻
  - まつなみ：35メートル型（迎賓艇）
  - はまぐも型巡視艇：35メートル型（消防巡視艇） - 4隻
  - はやぐも型巡視艇：30メートル型 - 26隻
  - よど型巡視艇：35メートル型（消防巡視艇） - 10隻
  - ことなみ型巡視艇：23メートル型 - 15隻
- CL型巡視艇
  - はやぎく型巡視艇：20メートル型 - 3隻
  - しらうめ型巡視艇：20メートル型 - 2隻
  - ひめぎく型巡視艇：20メートル型 - 160隻
  - はやかぜ型巡視艇：18メートル型 - 4隻

消防船
- FL型消防船
  - ひりゆう - 1隻

特殊警備救難艇
- GS型警備艇
  - はやて型警備艇 (2代)（旧SSG型監視取締艇さじたりうす→はやて） - 1隻
  - らいでん型警備艇 - 1隻
- SS型監視取締艇
  - ぷれあです型監視取締艇 - 13隻
  - おりおん型監視取締艇 - 16隻
  - ぽおらすたあ型監視取締艇 - 3隻
  - りんくす型監視取締艇 - 2隻
  - さざんくろす型監視取締艇 - 1隻
  - しぐなす型監視取締艇 - 5隻
  - あんたれす型監視取締艇 - 1隻
  - すこおぴお型監視取締艇 - 6隻
- MS型放射能調査艇
  - きぬがさ
  - さいかい
  - かつれん

測量船
- HL型測量船
  - 拓洋型測量船：大型測量船
    - 拓洋 (HL-02)

  - 天洋型測量船：中型測量船
    - 天洋 (HL-04)

  - 明洋型測量船：中型測量船
    - 明洋 (HL-03)
    - 海洋 (HL-05)

  - 昭洋型測量船：大型測量船
    - 昭洋 (HL-01)

  - 平洋型測量船：大型測量船
    - 平洋 (HL-11)
    - 光洋 (HL-12)
- HS型測量艇
  - はましお型測量船
  - はましお型測量船
  - じんべい

灯台見回り船
- LM型灯台見回り船
  - はくうん型灯台見回り船
- LS型灯台見回り船
  - はつひかり型灯台見回り船
  - あきひかり型灯台見回り船

教育用実習艇
- あおば型教育用実習艇
- CⅠ型教育用実習艇

### 航空機
海上保安庁の航空機は、警察・消防・防災機関と同様に航空法が適用される民間航空機として登録（機体記号がJA）されており、全て非武装である。このため、機種選定に当たっては民間機から選定され、必要な追加装備を搭載もしくは改造している。各機には概ね公募により選ばれた愛称が付けられている。
塗装は白地で機体中心に青いラインが入る。
機種名の前のアルファベットは、Lは大型、Mは中型、Sは小型、Rは無操縦者航空機を意味し、Aは固定翼機、Hはヘリコプターを、Jはジェット機を意味する。以下、機体名称は海上保安庁の公式略称を記載。
固定翼機
- LAJ ガルフ V

2005年就役。羽田航空基地に配備。マラッカ海峡の海賊対策が急務となり、当時保有していたファルコン900では性能不足であったために、補うべく導入された米ガルフストリーム・エアロスペース社製ジェット機。捜索機として使用される他、高速性と輸送力から基地近くに拠点のある特殊救難隊隊員の遠隔地への出動に伴う移送に使用される。航続距離12,000km。2024年10月に1機を追加導入し、現在は3機保有。追加導入機はシリーズの最新型となっており、既存機とは側面の窓の数など細部が異なっている。正式名称はガルフストリーム・エアロスペース式G-Ⅴ型。
- MAJ ファルコン2000

日米SAR協定に基づく遠洋域の捜索救助海域をカバーするために導入された、仏ダッソー社製ジェット機ファルコン900の後継機として2021年より就役。那覇航空基地及び北九州航空基地に配備。航続距離7,720km。先代のファルコン900は海上保安庁では大型機扱いだったが、本型式は軽量化により最大離陸重量が低下し、サイズはほぼ同じだが中型機となった。6機保有。正式名称はダッソー・アビエーション式ファルコン2000EX型だが、厳密にはバリエーションで最も航続距離が長く、離着陸性能に優れたLXS型である。
- MA ボンバル300

YS-11Aと残るビーチ200Tの後継機として8機の導入が決定され、平成22年度末までに就役した。第一管区(千歳)・第三管区(羽田)・第八管区(美保)・第十一管区(那覇)の各航空基地に配備。なお登録時の形式名はボンバルディア式DHC-8-315と登録される。東日本大震災で1機被災するも、格納庫扉が閉まっていた為、流出を免れ1年の整備期間を経て復帰した。震災で被災したビーチ350の代替と合わせ9機保有していたが、うち1機（先述した東日本大震災における被災機）が2024年1月2日に発生した日本航空516便衝突炎上事故において喪失した。
- MA サーブ340

1997年就役。鹿児島および関西空港海上保安航空基地に配備。YS-11Aより小型ながら同等の能力を持つ双発機。当初YS-11Aと当時就役していたショート スカイバンの後継分を含め新造機を相当数導入する計画だったが、1997年にスカイバン後継機分2機購入後メーカーが製造終了したためYS-11Aの後継分購入は断念された。2007年に就役した関西空港海上保安航空基地配備（特殊警備隊輸送用）分の2機は中古で購入された。4機保有。正式名称は初期の2機がサーブ・スカニア式SAAB 340B型、中古導入機はサーブ式SAAB 340B型と異なるが、ベース機はいずれも340B＋である。
- MA ビーチ350

予想以上に老朽化の進んでいたビーチ200Tの後継機として、急遽1999年から導入。2001年までに10機が導入され、第二管区(仙台)・第九管区(新潟)・第七管区(北九州)・第十一管区(石垣)の航空基地に配備。全周式赤外線カメラを搭載している。東日本大震災により1機を喪失した。導入から20年近く経った2021年2月に海上保安庁初となる測量専用機として1機が追加導入された。10機保有。正式名称はビーチクラフト式B300型。
- SA セスナ172

海上保安体制の強化に関する方針に基づき、乗員確保の観点から教育訓練用に2018年より導入。かつて瀬戸内海の捜索救助や公害監視用に導入していたセスナU206G型以来のセスナ機である。北九州航空基地に配備。5機保有していたが、2023年4月に訓練中の事故のため1機を喪失し2024年4月末時点の保有数は4機。正式名称はテキストロン・アビエーション式172S型。
- RA シーガーディアン

海上監視用として2020年10月に実証実験が行われた後、2022年10月導入。機体はジェネラル・アトミックス・エアロノーティカル・システムズ社からのリース機で、米国の民間航空機として登録(機体記号がN)されている。そのためか正式名称はない。操縦と整備はジェネラル・アトミックス社に委託し、指揮監督と情報分析を海上保安官が行う形で運用されている。導入以降、海上自衛隊八戸航空基地に配備運用しているが、2024年度末までに第七管区海上保安本部北九州航空基地に移転予定。3機保有。
回転翼機
- MH ベル412

陸上基地に配備されていたベル212の後継機として、1993年より2001年にかけて8機導入し、高温の西日本の航空基地を中心に配備していたが、下記のアグスタ139やシコルスキー76Dに更新されるなどし、2024年7月現在は「やしま」の搭載機としての2機のみ運用している。双発4翅。不時着水した1機が廃棄処分となったほか、2010年8月18日には広島航空基地所属の「あきづる」が香川県多度津町沖に墜落。乗員5人が死亡した。また東日本大震災でも1機が被災し失われている。正式名称は現在保有分はベル式412EP型。
- MH シコルスキー 76C・D

S-76Cをベル212の後継機としてベル412と平行して調達され、引き込み脚による高速性から海水温の低い北日本の航空基地を中心に、1995年より計6機導入したが2機が事故で、1機が東日本大震災で被災し失われている。後にS-76Dをヘリコプター1機搭載型のPLH型巡視船に搭載していたベル212の後継として2012年2月4機、2013年6月11機を発注、2015年4月に4機を受領。「そうや」と「つがる型」及び「みずほ」の各巡視船への搭載機としての他、釧路と函館の航空基地にも配備している。2種合計16機保有。正式名称はシコルスキー式S76C/D型。
- MH スーパーピューマ 332

EC225LP導入前は、海上保安庁で最大のヘリコプターであった。1991年に「しきしま」専用搭載機として2機導入され、1997年に災害対策用として羽田航空基地にも2機が追加配備されたが、東日本大震災により1機が失われている。愛称「スーパーピューマ」。2019年に1機が解役されて以降は、「しきしま」搭載分の2機を保有していたが、「しきしま」解役後は鹿児島航空基地に配備されている。正式名称はアエロスパシアル式AS332L1型。
- SH ベル505

ベル206の後継機として、「海上保安態勢の強化に関する方針」を背景にした増強による搭乗員養成のため、ほぼ同じ年度予算で2018年に4機導入。仙台航空基地に配備。先代同様に監視飛行業務のほか、海上保安学校宮城分校における教育訓練用としても使用される。機体が小さいため、救助任務に必要なホイスト機能はない。単発2翅。正式名称はベル式505型で、シリーズ機の最新モデルであるジェット・レンジャーXである。
- MH スーパーピューマ 225

海上保安庁で最大のヘリコプター。世界的には大型ヘリコプターとされるが、分類がMHとなっているように海上保安庁では中型ヘリコプターの扱い。AS332L1を含む「スーパーピューマシリーズ」の最新型で、特殊警備隊輸送用に2008年に導入し、関西空港海上保安航空基地に配備。AS332L1の後継として羽田航空基地に配備した他、巡視船(あきつしま、れいめい型、しゅんこう型)の搭載機としても運用。日本国内での同型機のほぼ半分を運用している。15機保有。正式名称はユーロコプター式EC225LP型だが、4番機以降はメーカー名が変わった為エアバス・ヘリコプターズ式である。
- MH アグスタ 139

航空基地配備のベル212を更新する次期主力ヘリコプターとして2008年より導入。メインローター折り畳み装置のオプションがないため(ローターを固定しているピンを抜けば畳むことは可能)全機陸上基地に配備されており、巡視船には搭載していない。21機保有。正式名称はアグスタ式AW139型。

### 銃器・火砲

#### 船艇搭載銃砲
海上保安庁の船艇に搭載される火砲の装備は、海上保安庁法第4条（「海上における治安を維持・・・するのに適当な構造、設備及び性能を有する船舶及び航空機でなければならない」）を根拠とする。なお、海上保安庁では口径20mm以上を機関砲と呼称し、未満は機関銃と呼称している。固有武装を持つのは巡視船のすべてと、あそぎり型及びかがゆき型の巡視艇のみで、小型巡視艇(CL)や警備艇、監視取締艇、測量船艇、灯台見回り船に固有武装はない。
- ボフォース 40mm機関砲

単装機関砲。創設時にGHQから供与された人力操砲型の60口径長型と、FCSによる遠隔操作型の70口径長Mk.3型がある。前者はしれとこ型やつがる型前期建造型などに搭載されていたが、搭載船の退役にないし換装に伴って順次運用を終了した。後者は不審船対策の切り札として高速高機能大型巡視船に搭載され、あきつしまにも搭載された。2019年に竣工した2代目みずほより、重量低減などを図ったMk.4型が導入され、れいめい型やしゅんこう型、みやこ型にも搭載されている。
- エリコン 35mm機関砲

60口径長型の40mm機関砲の後継として、つがる型の後期建造型より搭載を開始した。前期建造型にも40mm機関砲から換装される形で搭載され、みずほ型やえりも型にも搭載された。単装マウントと、しきしまのみに搭載された連装マウントがある。PLHやPLの標準装備となっていたが、2010年代頃のPLHおよびPLからは上記の40mm機関砲ないし、下記の30mm機関砲が主に搭載されており2001年に就役した「だいせん」を最後に新規での採用例はなくなっている。
- ブッシュマスターII 30mm機関砲

はてるま型で初採用された単装機関砲。従来使用されてきたエリコン 35mm機関砲が有人マウントであったのに対し、FCSにより統制される遠隔操作型マウントを採用しており、またボフォース 40mm機関砲Mk.3よりも軽量である。高速高機能大型巡視船にも搭載予定だったが、引き上げられた工作船の武装が予想以上に強力であったために40mm機関砲に変更した経緯がある。はてるま型にも40mm機関砲を搭載予定だったが、価格低減のため本砲となった。その後くにがみ型の13番船以降と、いわみ型にも搭載されている。
- JM61 20mm多銃身機関砲

6砲身のガトリング砲。人力操作型のJM61-Mと、RFS統制・遠隔操作型のJM61-RFSがある。PLHやPLにおける副武装としての他、PMとPSの標準装備となりつつある。人力操作型はRFS型への換装や、搭載巡視船の退役により減少している。
- エリコンSS 20mm機関砲

ボフォース 40mm機関砲とともに供与された人力操砲型の単装機関砲。2021年現在、搭載している巡視船艇はない。
- GAU-19 12.7mm機関銃

海上保安庁では13mm多銃身機関銃と呼称されている。従来、巡視艇の搭載火器として使用されてきた13mm単銃身機関銃よりも強力な火力を有するガトリング砲であり、RFS統制の遠隔操作マウントと組み合わされて、かがゆき型の建造再開以降の4番艇より搭載(26番艇のみ未搭載)されている。
- ブローニングM2 12.7mm機関銃

海上保安庁では13mm単銃身機関銃と呼称されている。外洋配備の巡視艇の主武装、あるいは巡視船の副次的武装として長く使用されていたが、相次いだ不審船事案を受けて上記の「JM-61-RFS 20mm多銃身機関砲」に換装されるなどして、搭載船艇は減少している。新規での採用事例も長らく途絶えていたが、2024年に就役した「いつくしま」に約20年ぶりに採用搭載された。
このほか、創設期には海上保安庁が日本唯一の海上警備組織であったこともあり、昭和40年度計画までで建造された中・大型巡視船にはMk.22 3インチ単装緩射砲が搭載されていた。しかし老朽化に伴い、1980年の改450トン型PMの退役完了と同時に運用を終了し、改900トン型PLなどに搭載されていた砲も撤去された。

#### 個人装備火器・弾薬
- 64式7.62mm小銃
- 89式5.56mm小銃
- H&K MP5
- S&W M19
- S&W M360J SAKURA 海上保安庁モデル
- SIG SAUER P228
- ニューナンブM60
- S&W M5906
- レミントンM870 マリンマグナム
- 狙撃用ライフル
- 対物狙撃ライフル
- 警告弾

このほか、過去には十四年式拳銃、ブローニング・ハイパワー、S&W M39が装備されていた。